# Nissin Foods
Công ty Trách nhiệm hữu hạn Thực phẩm Nissin (日清食品株式会社 (Nhật Thanh Thực phẩm Châu thức Hội xã) Nisshin Shokuhin Kabushiki-gaisha, tiếng Anh: Nissin Food Products Co., Ltd.) là tập đoàn chuyên sản xuất mì ăn liền lớn nhất của Nhật Bản do chủ tịch Andō Momofuku sáng lập vào ngày 4 tháng 9 năm 1948 tại Nhật Bản.
Sau 10 năm đã cho ra mắt sản phẩm mì ăn liền đầu tiên trên thế giới, Chikin Ramen (Mì ramen vị gà). Chi nhánh Nissin Foods được thành lập năm 1970 và cho ra thị trường sản phẩm mì ramen ăn liền có tên Top Ramen.
Mì ăn liền (1958) và mì ly (1971) đều là những phát minh của chủ tịch Andō Momofuku. Nissin Foods có các trụ sở chính đặt tại Yodogawa, Osaka. Công ty đã chuyển đến trụ sở chính hiện nay từ năm 1977 khi việc xây dựng tòa nhà được hoàn thành.

## Lịch sử
Sau chiến tranh thế giới thứ II, Andō Momofuku đã trăn trở khi chứng kiến cảnh người dân Nhật Bản nối đuôi nhau chờ mua những tô mì dưới trời đêm rét lạnh. Và chính từ những khoảnh khắc ngắn ngủi đó đã đem đến cho ông niềm tin, sự quyết tâm để phát minh ra loại mì tiện dụng có thể bảo quản ở nhiệt độ thường và thưởng thức ngay tại nhà ngay sau khi cho nước nóng vào, mà ngày nay được gọi là mì ăn liền.
Năm 1958, Andō Momofuku đã phát minh ra mì ăn liền "Chicken Ramen" đầu tiên trên thế giới và sáng lập Công ty TNHH Thực phẩm Nissin tại Nhật Bản.
Từ đó, ngành mì ăn liền được mở rộng và phát triển trên toàn thế giới.
Năm 1971, mì ly "Nissin Cup Noodle" đầu tiên trên thế giới ra đời. Mì ly đầu tiên trên thế giới ra đời đã làm thay đổi cả nền văn hóa ẩm thực của thế giới và  giúp người tiêu dùng có thể ăn mì mọi lúc mọi nơi.
Năm 1999, Bảo Tàng Mì Ăn Liền Nissin được xây dựng tại thành phố Ikeda, Osaka. Đây là bảo tàng duy nhất trên thế giới, triển lãm các loại mì ăn liền được tiêu thụ trên toàn cầu.
Năm 2005, Andō Momofuku tiếp tục nghiên cứu thành công "Mì không gian" đầu tiên trên thế giới, có thể ăn trong môi trường không trọng lực. Cùng với những thành tựu nổi bật nêu trên, Công ty TNHH Thực phẩm Nissin đã trở thành công ty mì bán chạy số 1 tại Nhật Bản. Hơn thế, Nissin Foods còn vươn ra thế giới với 47 nhà máy sản xuất, sản phẩm được bán trên 15 quốc gia và tạo ra hơn 1.200 loại mì gói trên toàn cầu.

## Sản phẩm
- Nissin Top Ramen
- Mì Ramen Nissin Chikin
- Mì ly Nissin
- Thương hiệu Doll - được sáng lập bởi Winner Food Products Limited (thành lập năm 1968), một chi nhánh của Nissin từ năm 1984
- Chow Mein [8]
- Mì ăn liền Chow[9]
- Các loại mì tô, vị phong phú thơm ngon và vị cay nóng[10][11]
- Mì Tô và hộp Spice Route, Tô Châu, Hàn Quốc, Thái Lan[12]
- Mì NuPasta tô và túi[12]

### Mì Ramen Demae
Mì Ramen Demae hay Demae Itcho (tiếng Nhật: 出前一丁 có nghĩa là "cung cấp một đơn hàng'") được giới thiệu lần đầu tại Nhật năm 1969 và gia nhập thị trường Hồng Kông vào năm sau. Kể từ đó, nó đã trở thành một trong những nhãn hiệu mì ăn liền nổi tiếng nhất tại đây, với nhiều loại hương vị.

### Mì ly
Mì ly là mì ăn liền nấu sẵn với bột hương liệu và/hoặc nước sốt gia vị được bán trong polystyrene, polyetylen hoặc cốc giấy. Hương liệu có thể ở dạng gói riêng biệt hoặc dạng lỏng trong cốc. Nước nóng là thành phần duy nhất cần riêng biệt. Nấu mất 3-5 phút. Mì cốc đã được tiêu thụ ở châu Á trong nhiều năm. Nó đã bắt đầu xuất hiện trên toàn thế giới và nó đã trở thành một mặt hàng chủ lực phổ biến trên toàn thế giới.
Năm 1971, Nissin giới thiệu Nissin Cup Noodles, một loại mì ly mà nước sôi được thêm vào để nấu mì. Một sự đổi mới hơn nữa là thêm rau sấy khô vào ly, tạo ra một món mì ăn liền hoàn chỉnh.